# Madrona (Pinell de Solsonès)
|  | Per a altres significats, vegeu «riera de Madrona». |

Madrona és una de les cinc entitats de població del municipi de Pinell de Solsonès, a la comarca catalana del Solsonès. El poblament és totalment dispers, format a base de masies (vegeu llista de masies de Madrona).

## Geografia
El poble, de poblament íntegrament dispers, ocupa el sector nord-occidental del terme municipal, limitant al nord amb el terme municipal de Bassella, ja a la comarca de l'Alt Urgell. Per l'est limita amb el terme del poble de Pinell, al sud amb el del poble de Sallent i a l'oest amb el ja citat terme municipal de Bassella (Alt Urgell) i el de Vilanova de l'Aguda (Noguera).
A l'extrem nord-occidental del terme hi ha l'enclavament de Sant Mer que pertany al ja citat municipi de Bassella, tot i que, en la divisió diocesana, pertany a la parròquia de Madrona.

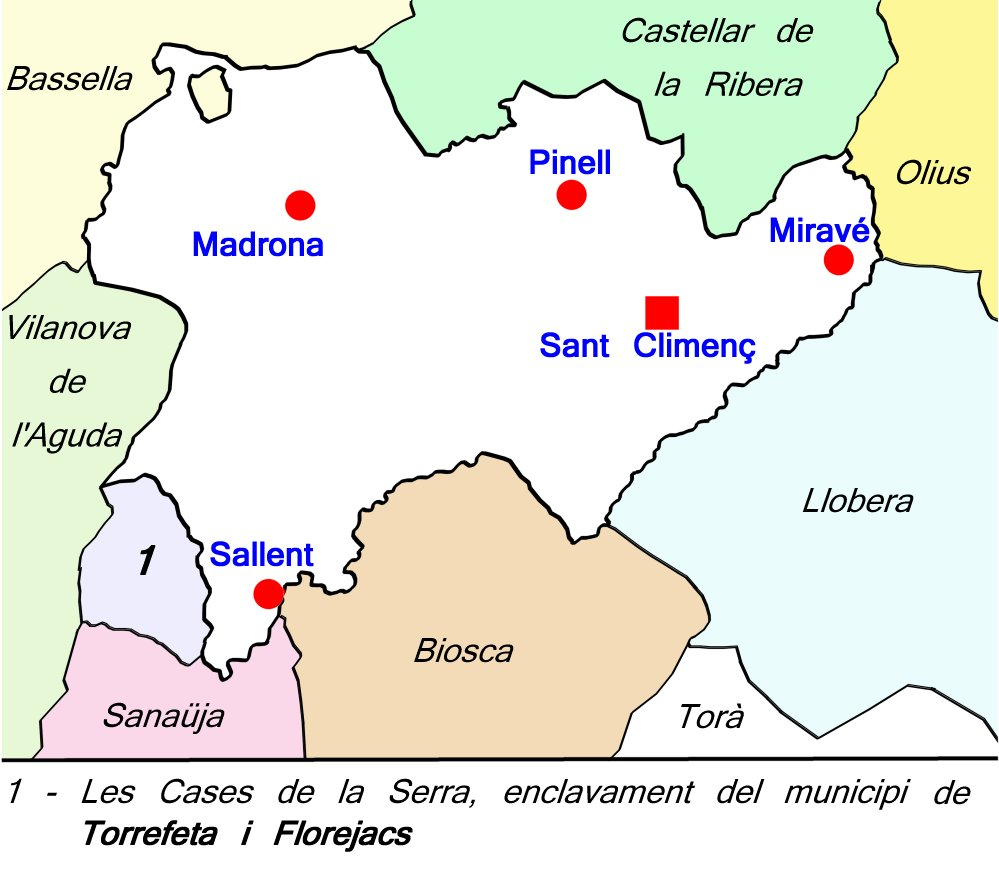
Mapa del municipi de Pinell de Solsonès amb les seves entitats de població i els municipis limítrofs.

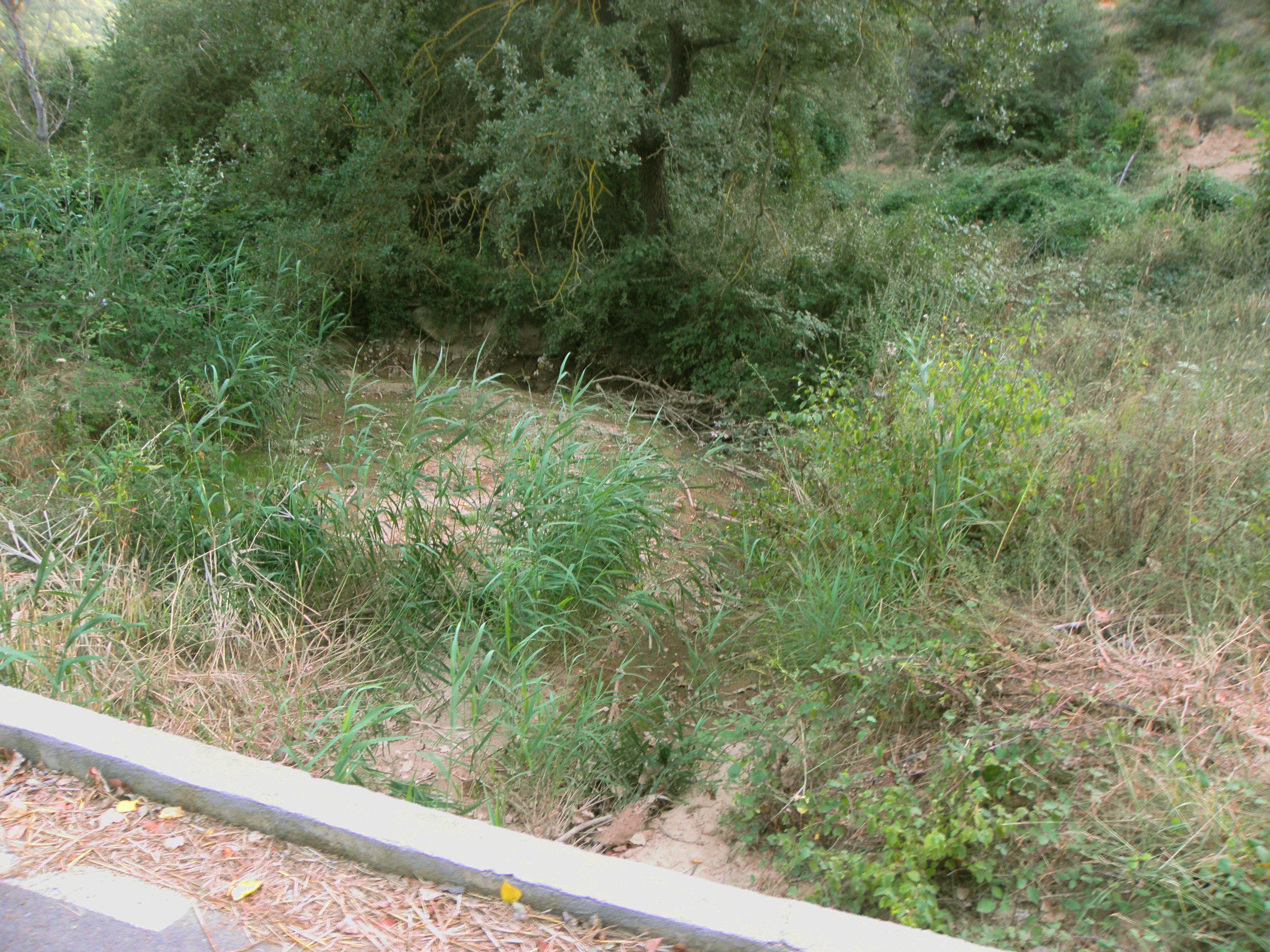
La riera de Madrona al seu pas per sota Madrona

El terme de Madrona és solcat, d'oest a est per la Riera de Madrona. Per la dreta travessen el terme, seguint la direcció preponderant NE-SW, el tram baix del Barranc de Sant Tirs, el Clot de Ripoll, el Barranc de Maçana i la Rasa de Martins mentre que per l'esquerra, seguint la direcció preponderant SE-NW, el travessen el Barranc de Vallcirera, el Barranc de Sangrà, el Clot de l'Infern, el Barranc de Pinós, el Clot de la Masia Cremada i el Barranc de Guardiola que fa de frontera per la banda de ponent del terme.
El terme és cobert per grans boscos de pinassa, pins blancs i alzines i els conreus, quasi exclusivament de secà, es localitzen a les clarianes de les masies.
| Evolució demogràfica |            |            |            |                   |                   |                   |       |
| Any                  | Nucli urbà | Nucli urbà | Nucli urbà | Poblament dispers | Poblament dispers | Poblament dispers | Total |
| Any                  | Homes      | Dones      | Total      | Homes             | Dones             | Total             | Total |
| 2000                 | 0          | 0          | 0          | 13                | 15                | 28                | 28    |
| 2001                 | 0          | 0          | 0          | 13                | 15                | 28                | 28    |
| 2002                 | 0          | 0          | 0          | 13                | 15                | 28                | 28    |
| 2003                 | 0          | 0          | 0          | 12                | 15                | 27                | 27    |
| 2004                 | 0          | 0          | 0          | 12                | 15                | 27                | 27    |
| 2005                 | 0          | 0          | 0          | 12                | 13                | 25                | 25    |
| 2006                 | 0          | 0          | 0          | 15                | 14                | 29                | 29    |
| 2007                 | 0          | 0          | 0          | 17                | 13                | 30                | 30    |
| 2008                 | 0          | 0          | 0          | 17                | 14                | 31                | 31    |
| Font: INE            |            |            |            |                   |                   |                   |       |

Jaciments arqueològics
- Balma del serrat de Cavallol - ?
- Cambra pirinenca de Santes Masses - Bronze Antic (-1800 / -1500)
- Cista de Santes Creus de Bordell - Neolític (-5500 / -2200).
- Costa dels Gàrrics de Cavallol I - Neolític mitjà-recent (-3500 / -2500).
- Costa dels Gàrrics de Cavallol II - Neolític mitjà-recent (-3500 / -2500).
- Costa dels Gàrrics de Cavallol III - Neolític mitjà-recent (-3500 / -2500).
- Estela de la costa dels Gàrrics de Cavallol - Neolític mitjà-recent (-3500 / -2500).
- Hàbitat en el camp a ponent de Finestres - ?
- Megàlit dels trossos dels perers de l'Estany - Neolític (-5500 / -2200).
- Menhir de l'Estany - ?
- Necròpolis de Santes Masses - ?
- Necròpolis del serrat del Trullet - Medieval (800 / 1150).
- Poblat de la devesa de Castellana - Desconeguda. Ferro-Ibèric ? (-650 / -50).
- Poblat de la devesa de Caballol - Medieval (400 / 1492).
- Roca dels moros de Finestres - Calcolític (-2200 / -1800).
- Serrat o turó dels moros de Cal Codina (o del camp dels Moros) - Ibèric-romà-medieval.
- Viladebait - Des del Neolític mitjà-recent al Neolític Final (-3500 / -2200).

Edificis històrics
- El castell de Madrona.
- La capella de l'Ascensió, a Castellana.

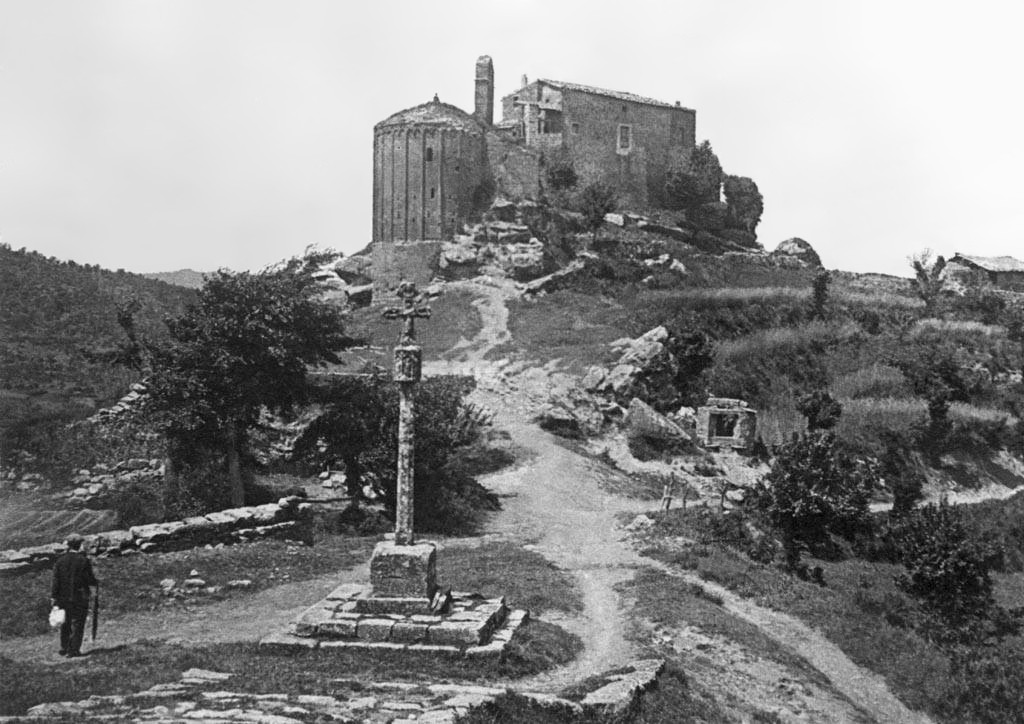
Església vella de Sant Pere de Madrona entre 1890 i 1923

- La capella de la Immaculada, a Caballol.
- La capella de Santa Magdalena, a Maçana.
- L'església de Sant Antoni, a Llobet.
- La capella de Sant Antoni, a el Bancal.
- La capella de Sant Ermementer, a Sangrà.
- La capella de Santes Masses (desapareguda).
- La capella de Sant Jaume, a Rossells.
- La capella de Sant Joan, a Sant Joan.
- La capella de Sant Josep, a Castellana.
- La capella de Sant Mamet, a la Codina.
- La capella de Sentmer, a l'enclavament de Sant Mer
- L'antiga església romànica de Sant Pere de Madrona.
- L'església parroquial de Santa Madrona.
- L'església de Santes Creus de Bordell
- La capella de Sant Cosme i Sant Damià, a la Codina.

## Nucli
El poble es va formar a redós de l'antiga església parroquial de Sant Pere de Madrona i del castell de Madrona situats ambdós a uns 550 metres d'altitud dalt la carena de l'extrem oriental del serrat de Madrona, al vessant esquerre de la vall de la riera de Madrona.
La primitiva església de Sant Pere de Madrona era una bella i àmplia construcció romànica, amb elements llombards, decorada amb pintures murals i una cripta. Actualment, aquesta cripta i una part dels murs de l'església són esfondrats.
Aquesta església ja és esmentada l'any 839 a l'acta de consagració de la catedral de la Seu d'Urgell.
En el període 1771-76 es va construir la nova església parroquial. Es tracta d'un gran edifici neoclàssic decorat amb pintures murals sobre els dotze apòstols als murs laterals.
També s'han ensorrat l'antic castell de Madrona i la casa rectoral.
A banda d'aquestes, el nucli està constituït per algunes edificacions més.

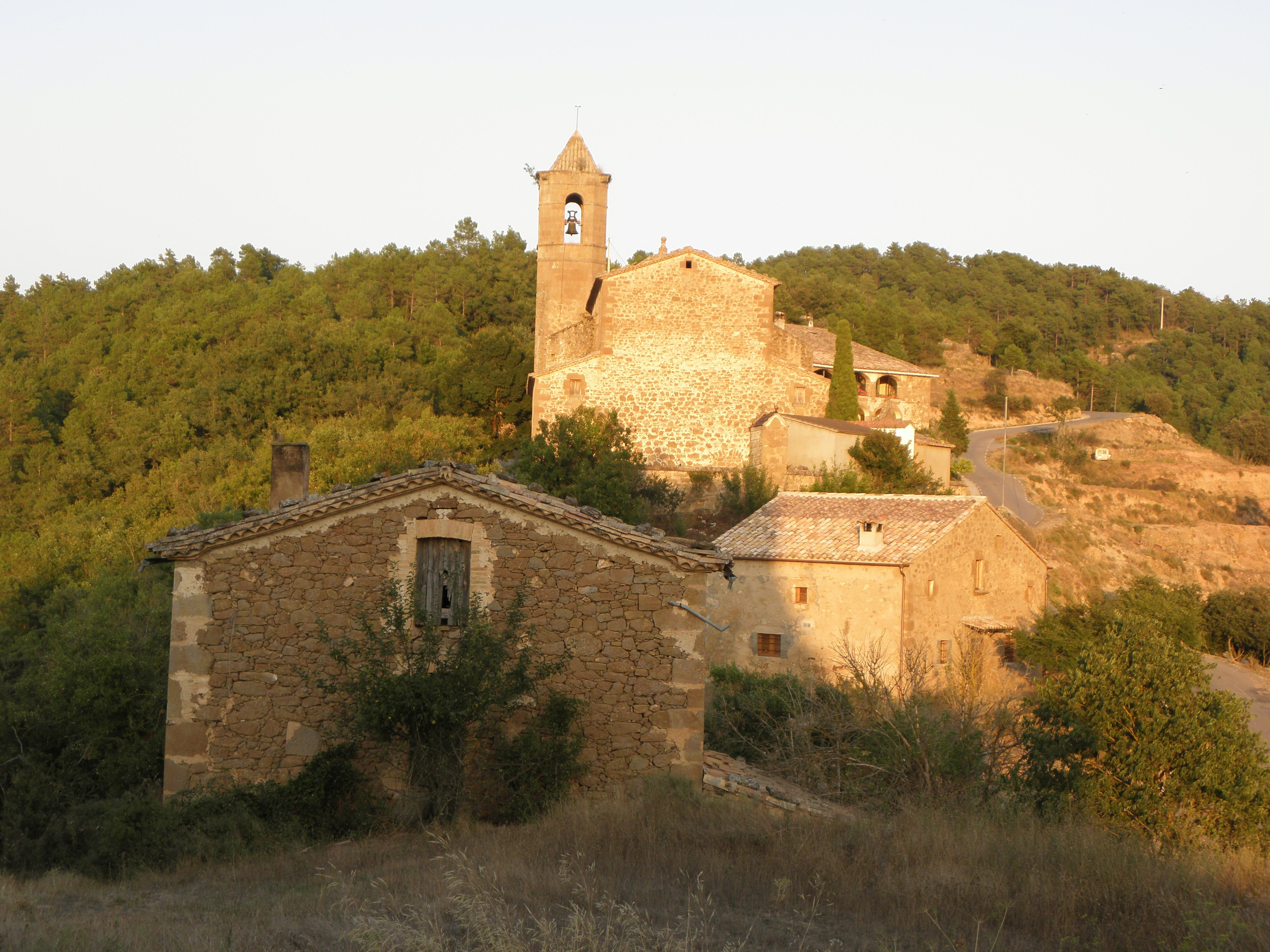
El nucli vist des del castell (Oest). A la dreta, la carretera que puja cap al Collet de Sangrà

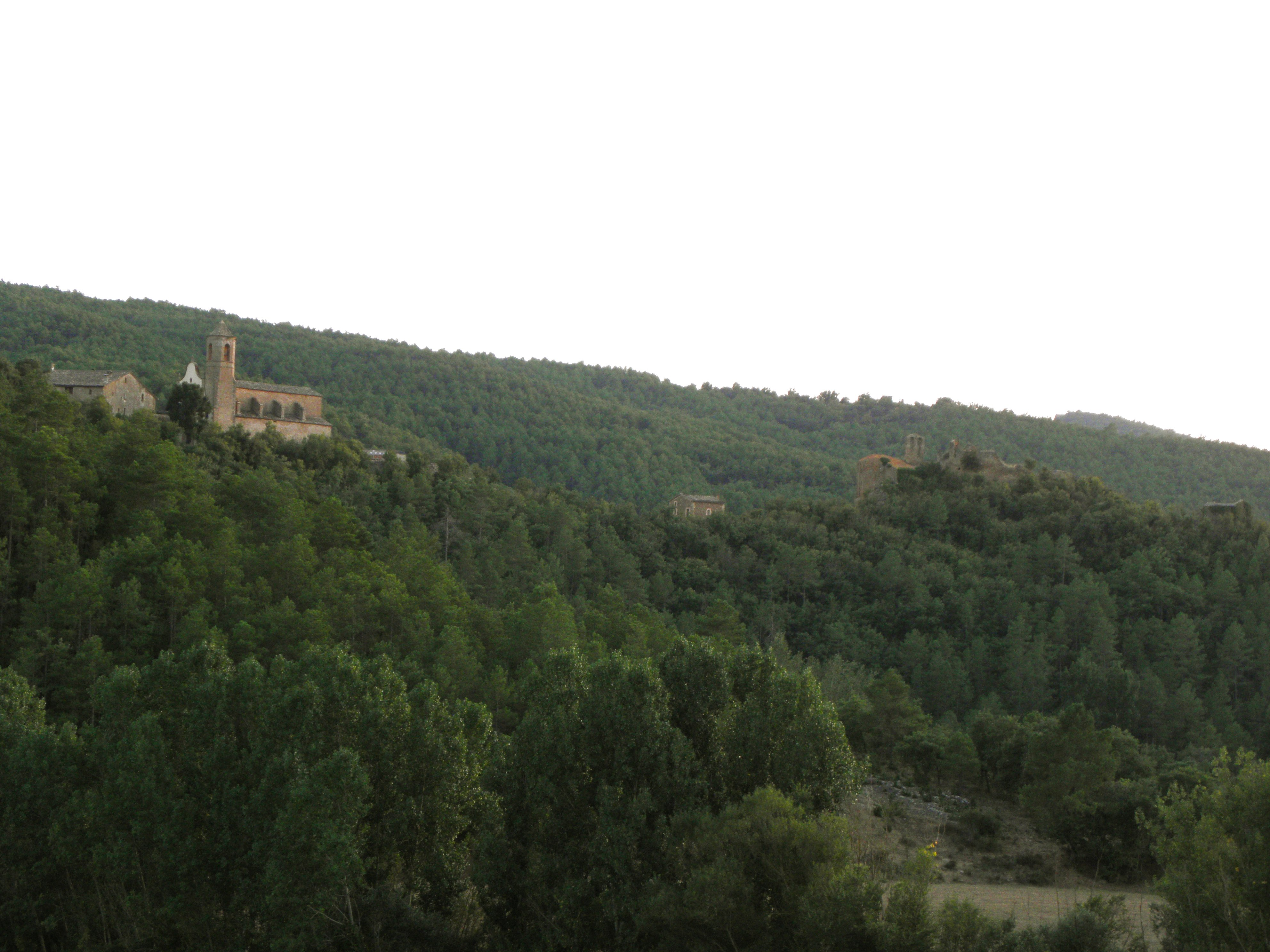
El nucli vist des de la vall de la riera de Madrona (NE)

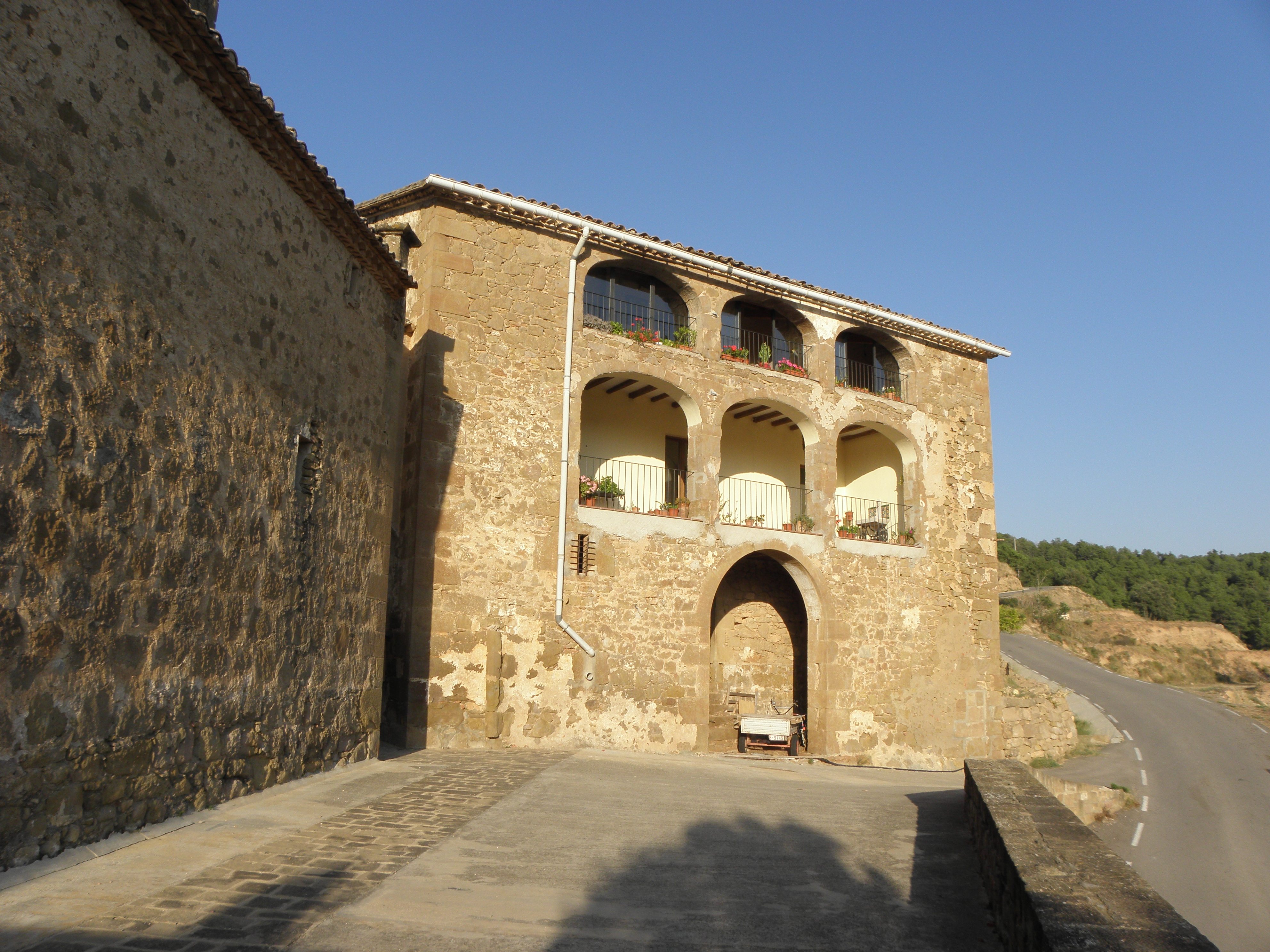
La rectoria. Façana sud-ooccidental.

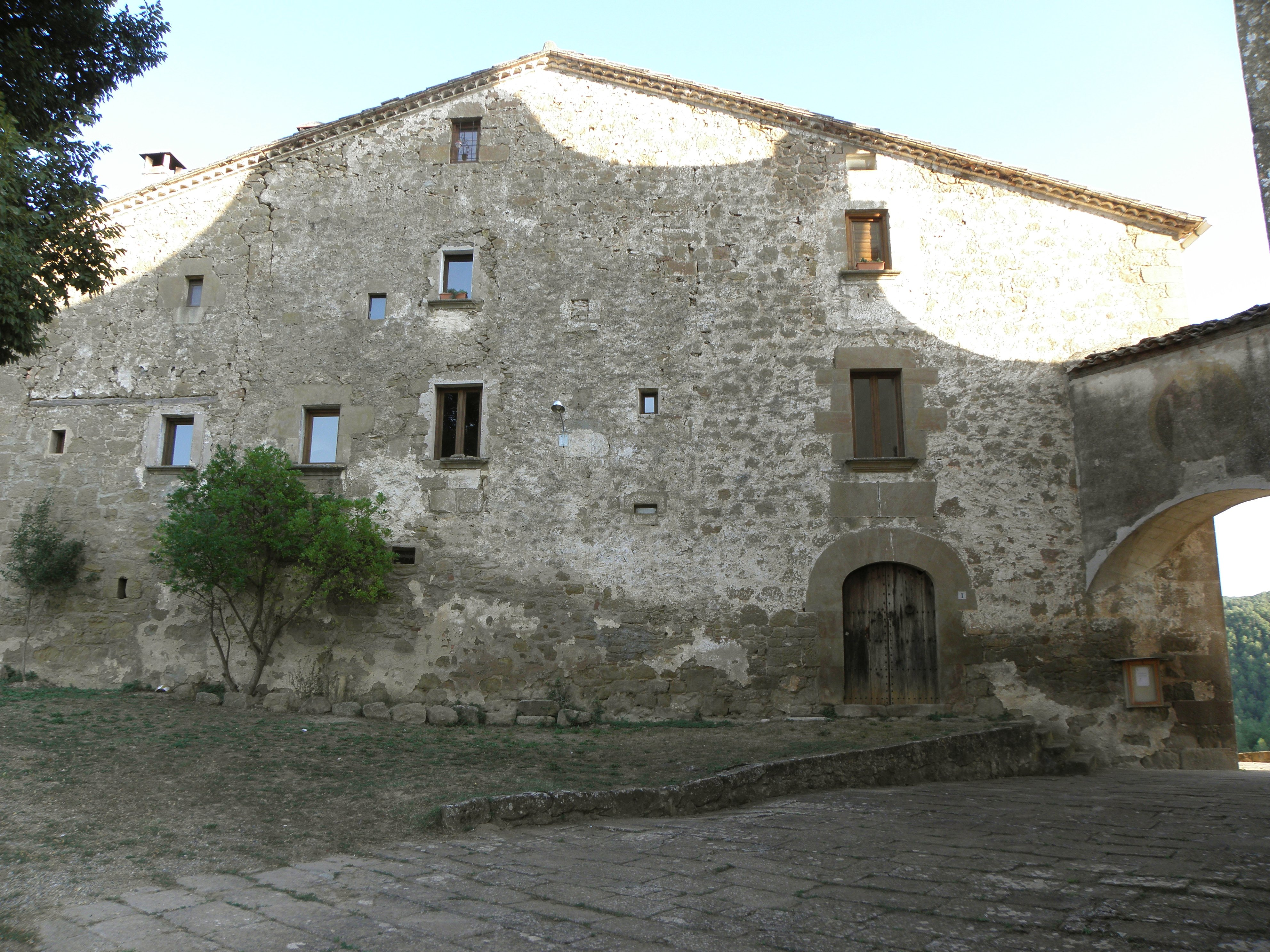
La façana nord-occidental de la rectoria i el pont que la comunica amb l'església nova.

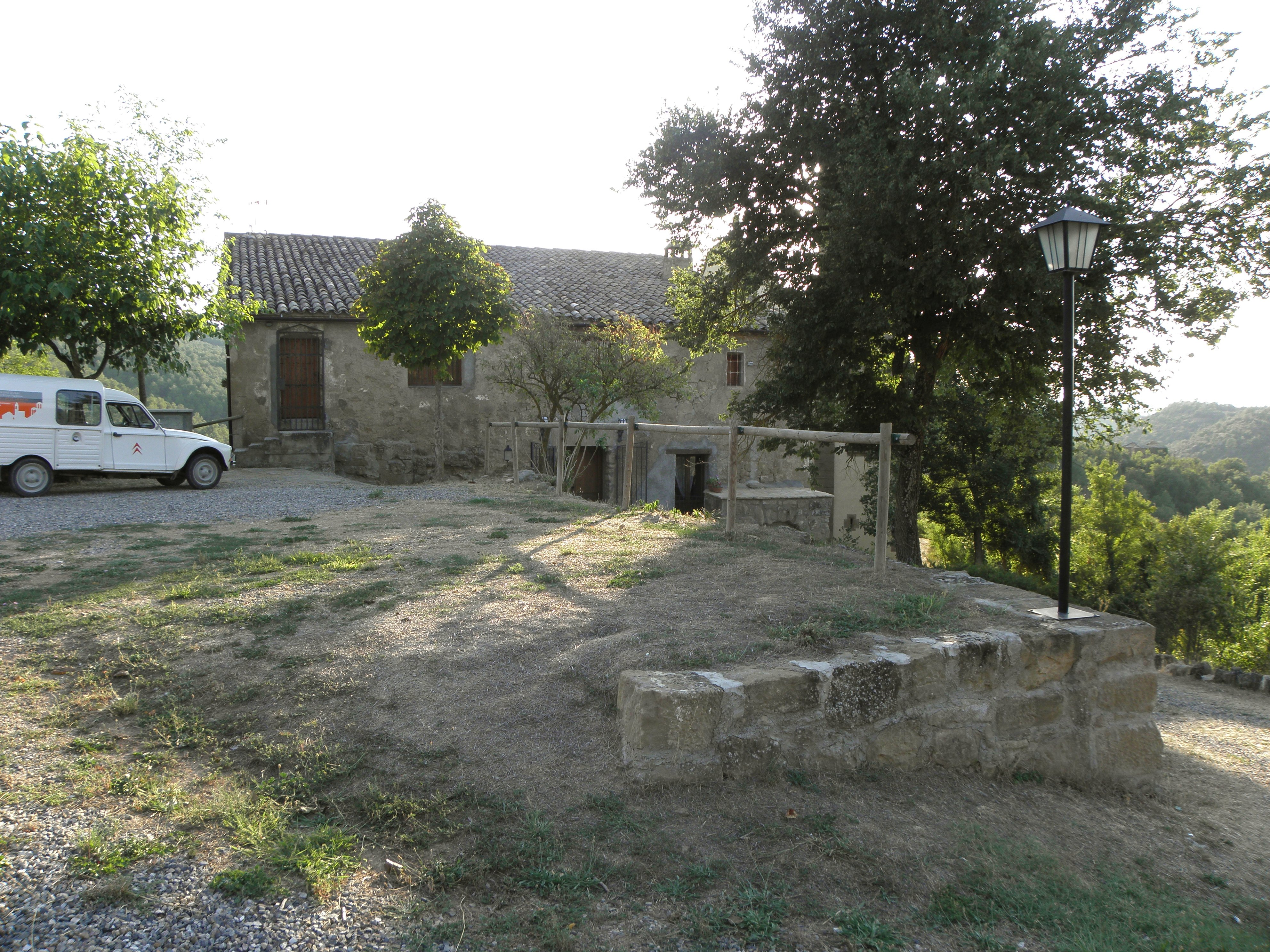
La façana sud-oriental de la rectoria

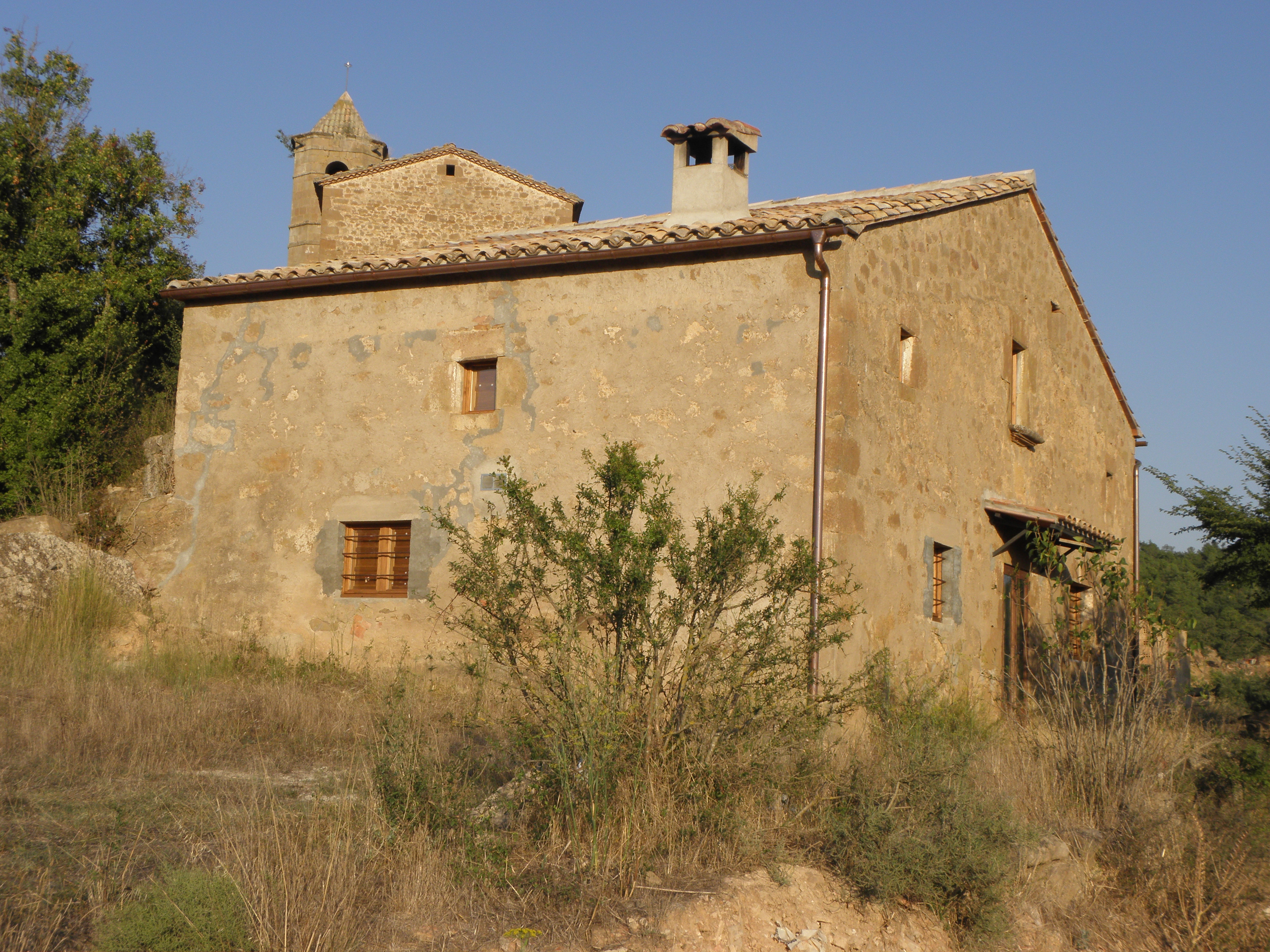
L'Hostal de Madrona.

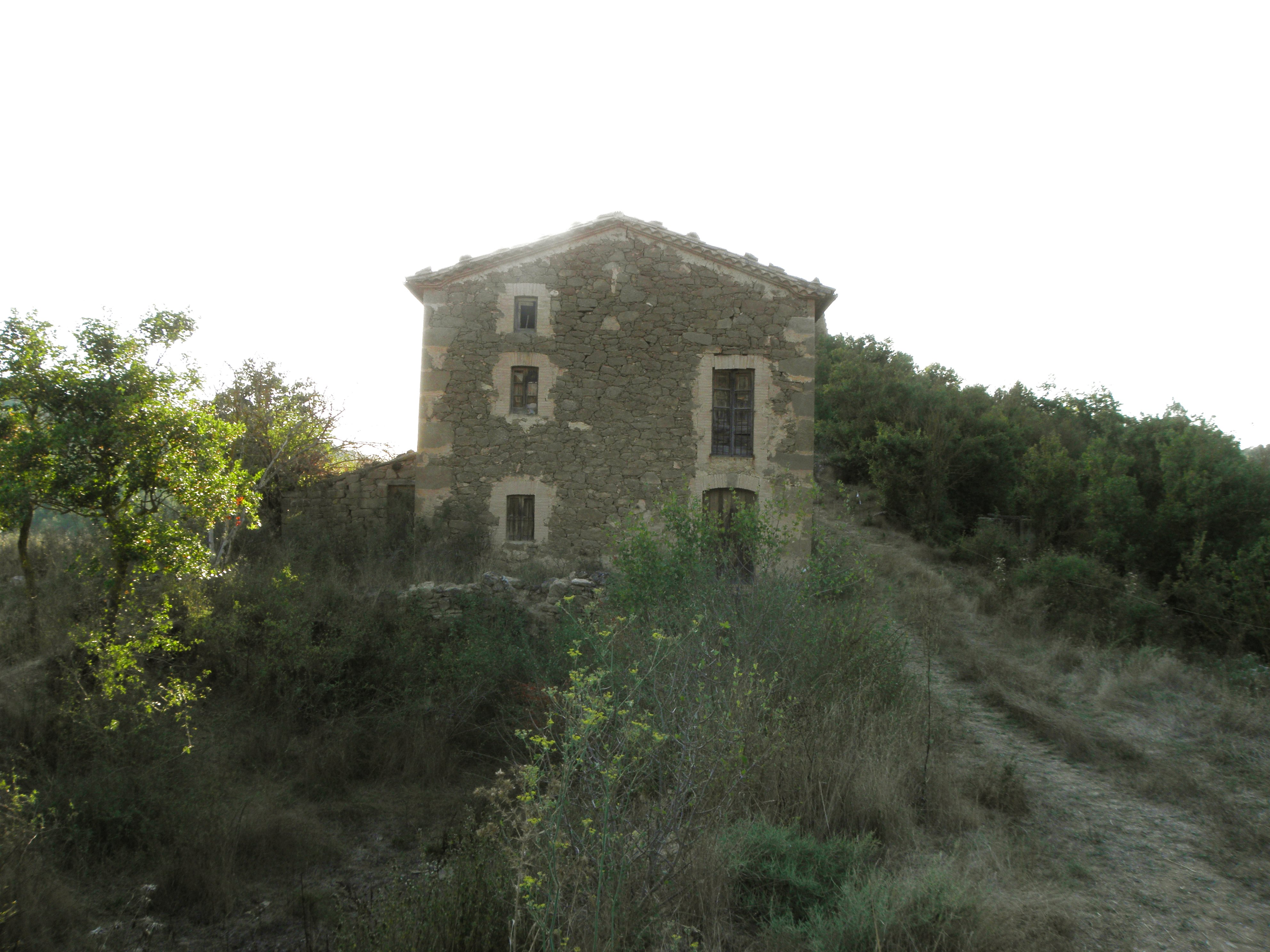
La casa que hi ha a llevant de l'església romànica. En primer terme, la bassa. A l'inici del bosc de la dreta, el pou.

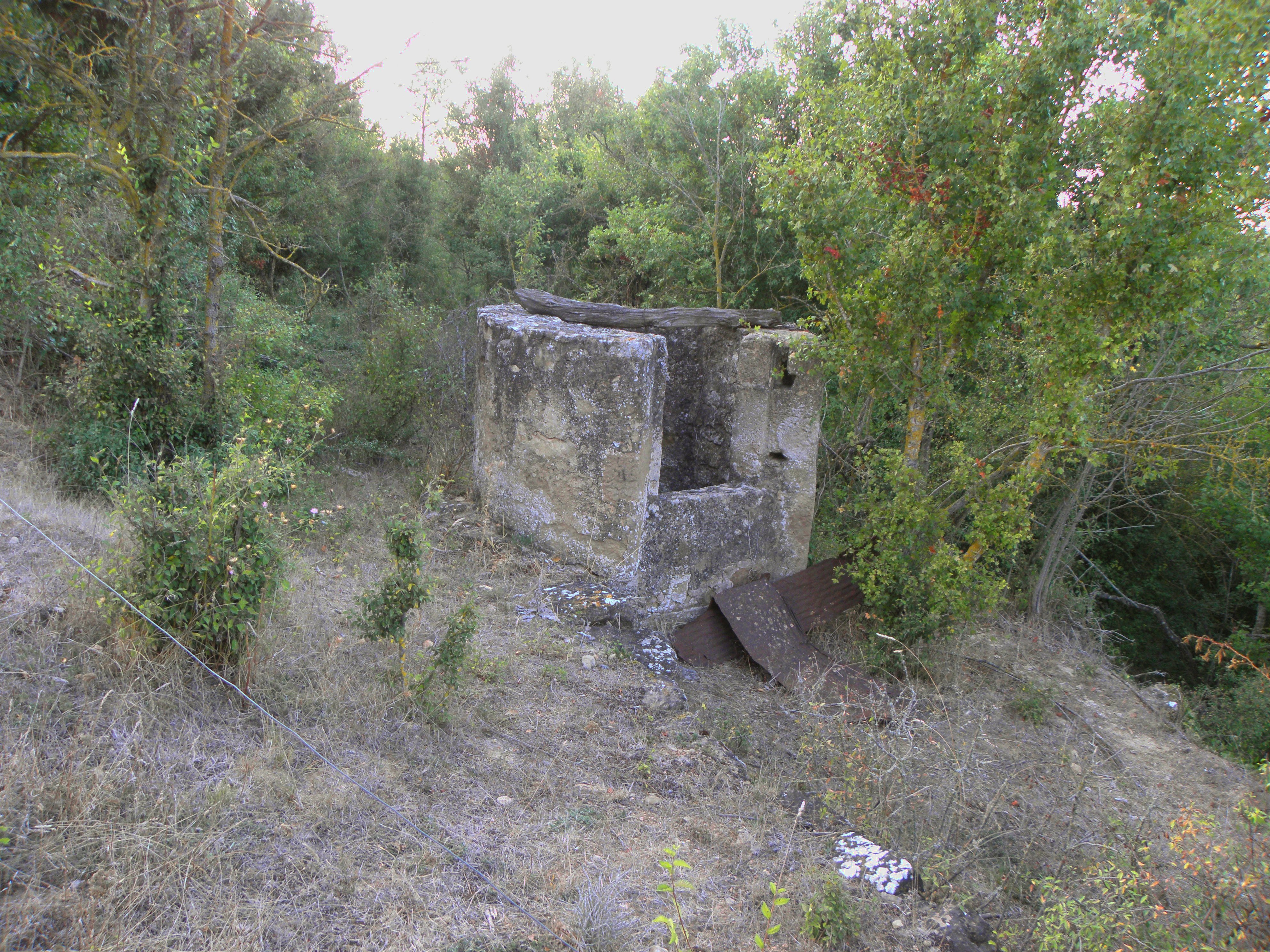
El pou.

## Història
La primera referència documental referida a Madrona és a l'acta de consagració de la catedral de la Seu d'Urgell de l'any 839 en la qual s'hi cita la parròquia de Madrona.
A partir d'aquesta primera ressenya documental, els documents més antics que s'han trobat sobre el terme de Madrona fan referència al lloc de Miralles. Són documents de compravenda, cessions o donacions d'alous que abasten el període comprès entre els anys 936 i 1047. Del que se'n dedueix d'aquests documents és que aquest lloc, que cal ubicar al SO de la masia de la Codina on encara ha persistit el topònim de tossal de Miralles, tenia un castell o torre depenent del castell de Madrona, església i una vila i que estava afranquit de pagar impostos al comte d'Urgell per ser lloc de fontera.
En aquest reguitzell de documents se citen els límits de les terres a què fan referència, cosa que ens proporciona referència documental d'alguns topònims del poble. Entre altres, hi apareixen citats els següents:
- Pinell, la Pedrosa, castell de Miralles i Coma de Madex en un document de 936.
- Ichila, la Codina i torrent de Miralles (l'any 1001)
- Castell de Madrona, Castellar del Pui, església de Santa Maria i Sant Romà, església de Sant Mamet, cingle del Pui, Pui de Vespella i Coll de Cavallol (any 1026)

Per a altres referències històriques, vegeu Sant Pere de Madrona, Castell de Madrona i llista de masies de Madrona).
A la pàgina 13 del Volum XI del Diccionario de Pascual Madoz publicat a Madrid el 1847, s'hi troba el següent text, traduït literalment del castellà i del qual s'han conservat les formes tipogràfiques i la transcripció literal dels topònims i hagiotònims locals que s'hi citen:
| Madrona: localitat amb ajuntament de la província de Lleida (12 llegües.), partit judicial i diòcesi de Solsona (2 i 1/2 ll.), audiència territorial i capitania general de Barcelona (22 ll.).- Està situada la població sobre un terreny muntanyós. CLIMA sa, una mica fred i ventilat pels vents de l'oest i del nord. Es compon de 22 CASES disperses pel terme en diferents masies, de les quals les principals són les denominades La Codina, Estany, Finestres, Masana, Caballol, Sangrá, Castellana i Bancal dels Ars. Hi ha església parroquial (San Pedro), contigua a la casa del rector, en el punt més cèntric del terme, de la que depenen les annexes de Sta. Creus i San Antonio de Bordell: la capellania és de termini i la serveix 1 rector i 1 vicari amb l'obligació de dir missa a les annexes els dies de precepte. Confina el TERME, prenent com a punt de partida l'església parroquial, pel nord amb el d'Altés (3/4 llegües); a l'est els de Pinell i Ciuró (1/2 ll.); al sud, Sallent de Sanahuja (1 ll.), i a l'oest amb els de Castellnou de Basella i Guardiola, Mirambell i el de Portella (1/2 ll.): dintre d'ell s'hi troben, com hem dit, diverses masies que constitueixen la població i en elles existeixen 7 capelles pròpies dels amos de les cases: també corre per ell un torrent anomenat el riu de Madrona, que s'asseca amb freqüència; té el seu naixement al terme de Clará, i travessant els de Madrona i Castellnou de Basella, desguassa al Segre duent sempre el mateix nom. El TERRENY és de secà, una part de baixa qualitat, i la resta de mitjana: tot ell està tallat per serres baixes, en les quals hi ha alguns boscos de pins, roures i alzines, no molt poblats: els CAMINS són de travessa de Pons a Solsona, en bon estat; i la CORRESPONDÈNCIA es rep de l'estafeta de l'últim punt per compte dels interessats, PRODUCCIÓ: sègol, ordi, civada, llegums, patates, mongetes, glans i poc vi, molt dolent; cria bestiar oví, boví i porcí, encara que tot de poca consideració: i caça de perdius, conills i llebres, POBLACIÓ: 17 veïns, 152 habitants. RIQUESA IMPOSABLE: 57.784 rals. CONTRIBUCIÓ: el 14,48% d'aquesta riquesa. Se celebren 2 fires a la serra denominada del Bancal dels Ars, cap al sud del terme, on hi ha tan sols un hostal del mateix nom; la primera el 19 de setembre, i la segona el 28 de gener; a ambdues hi acudeix bestiar mular, lanar, cabrum, porcí i abundant boví; a la primera s'hi porta molt cànem de les hortes d'Oliana, Tiurana, Pons i Artesa de Segre: tan sols duren fins a la caiguda de la tarda, i són molt concorregudes, sens dubte per la circumstància que no s'exigeixen els drets municipals. |

A la pàg. 431 del Volum XIV, en el quadre estadístic que s'hi publica a propòsit del partit judicial de Solsona, s'hi citen, entre d'altres, les següents dades:
| Estadístiques municipals de Madrona |          |          |                  |                  |   |                                     |                                     |  |                   |                   |
| POBLACIÓ                            | POBLACIÓ |          | COMP. AJUNTAMENT | COMP. AJUNTAMENT |   | EXÈRCIT Joves allistats a l'edat de | EXÈRCIT Joves allistats a l'edat de |  | RIQUESA IMPOSABLE | RIQUESA IMPOSABLE |
| Veïns                               | 17       | Alcalde  | 1                | 18 anys          | 1 | Territorial (rals / veí)            | 48.750                              |  |                   |                   |
| Habitants                           | 152      | Tinent   | -                | 19 anys          | - | Industrial (rals / veí)             | 7.526                               |  |                   |                   |
| Contribuents                        | 16       | Regidors | 2                | 20 anys          | - | Consum (rals / veí)                 | 1.508                               |  |                   |                   |
|                                     |          | Síndics  | 1                | 21 anys          | 2 | TOTAL                               | 57.784                              |  |                   |                   |
| Suplents                            | 3        | 22 anys  | -                |                  |   |                                     |                                     |  |                   |                   |
|                                     |          | 23 anys  | -                |                  |   |                                     |                                     |  |                   |                   |
| 24 anys                             | 2        |          |                  |                  |   |                                     |                                     |  |                   |                   |

## Altres Madrona

### A Catalunya
- Antiga parròquia de la Valldan (Berguedà)
- Puig Madrona: Cim de la serra de Collserola
- Cim del municipi de Farrera (Pallars Sobirà)

### A Espanya
- Madrona (Segòvia): Poble de 470 habitants situat a 10 km al sud-oest de Segòvia[6]
- Sierra Madrona: Serralada de la província de Ciudad Real

### A la resta del Món
- Madrona: Localitat d'uns 5.000 habitants situada a pocs quilòmetres a l'est de Seattle, estat de Washington

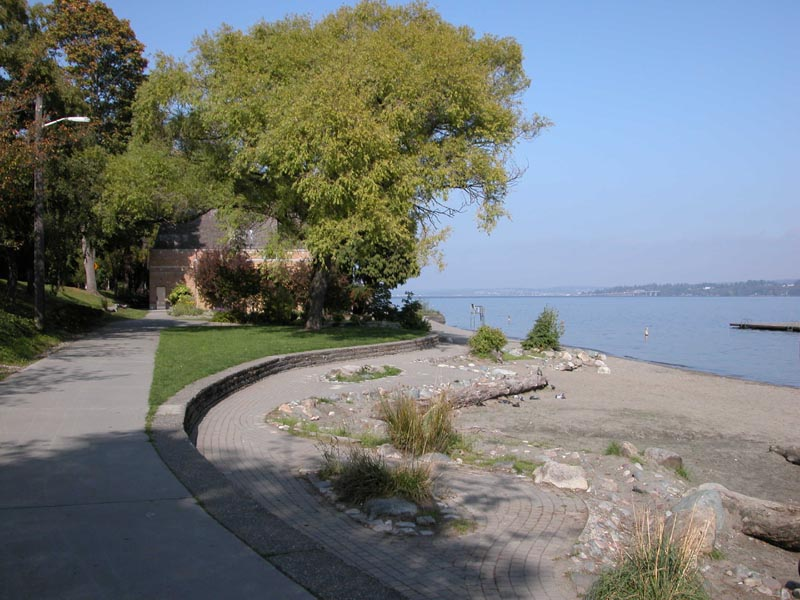
Madrona Park

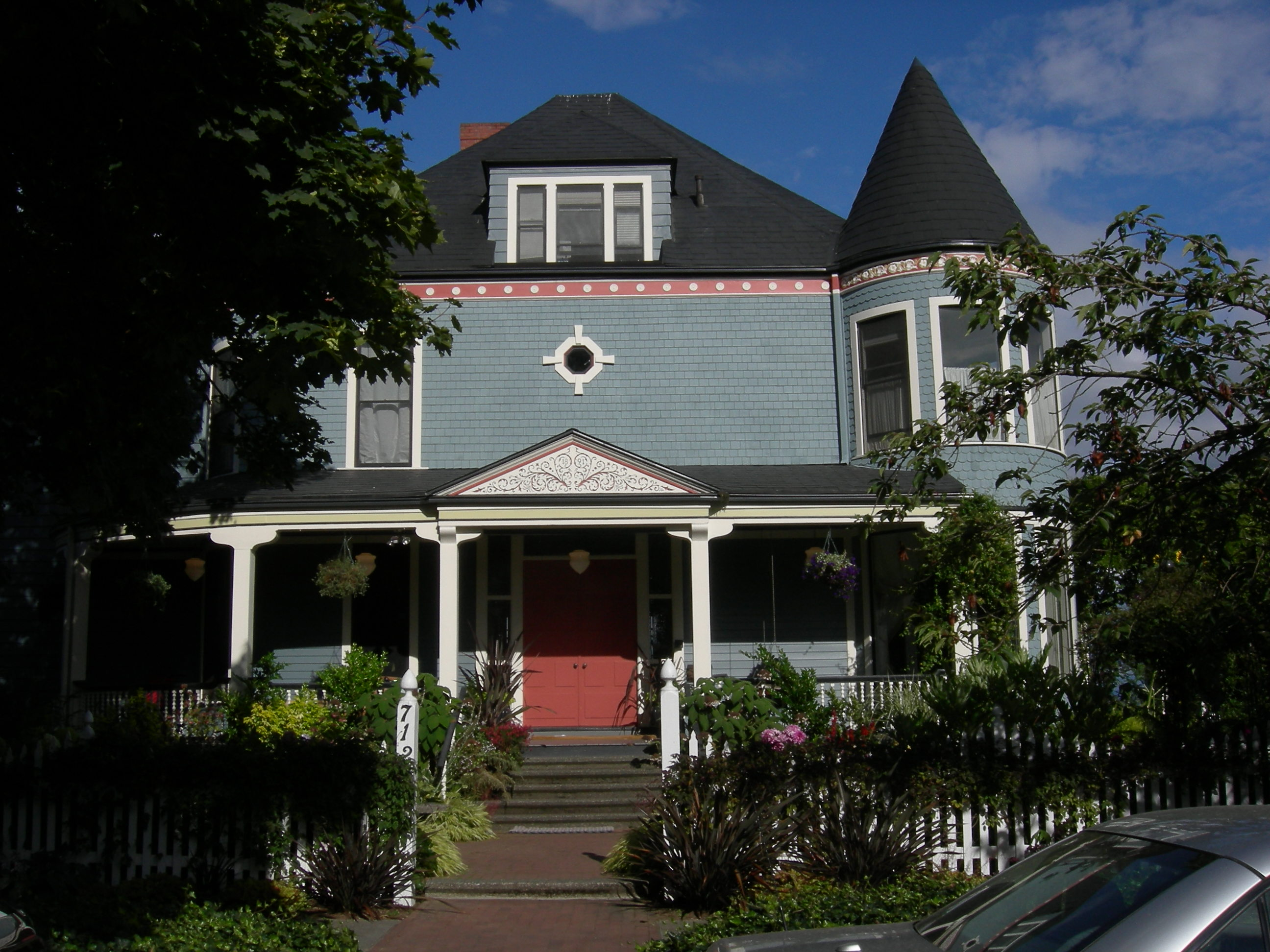
Casa de Madrona

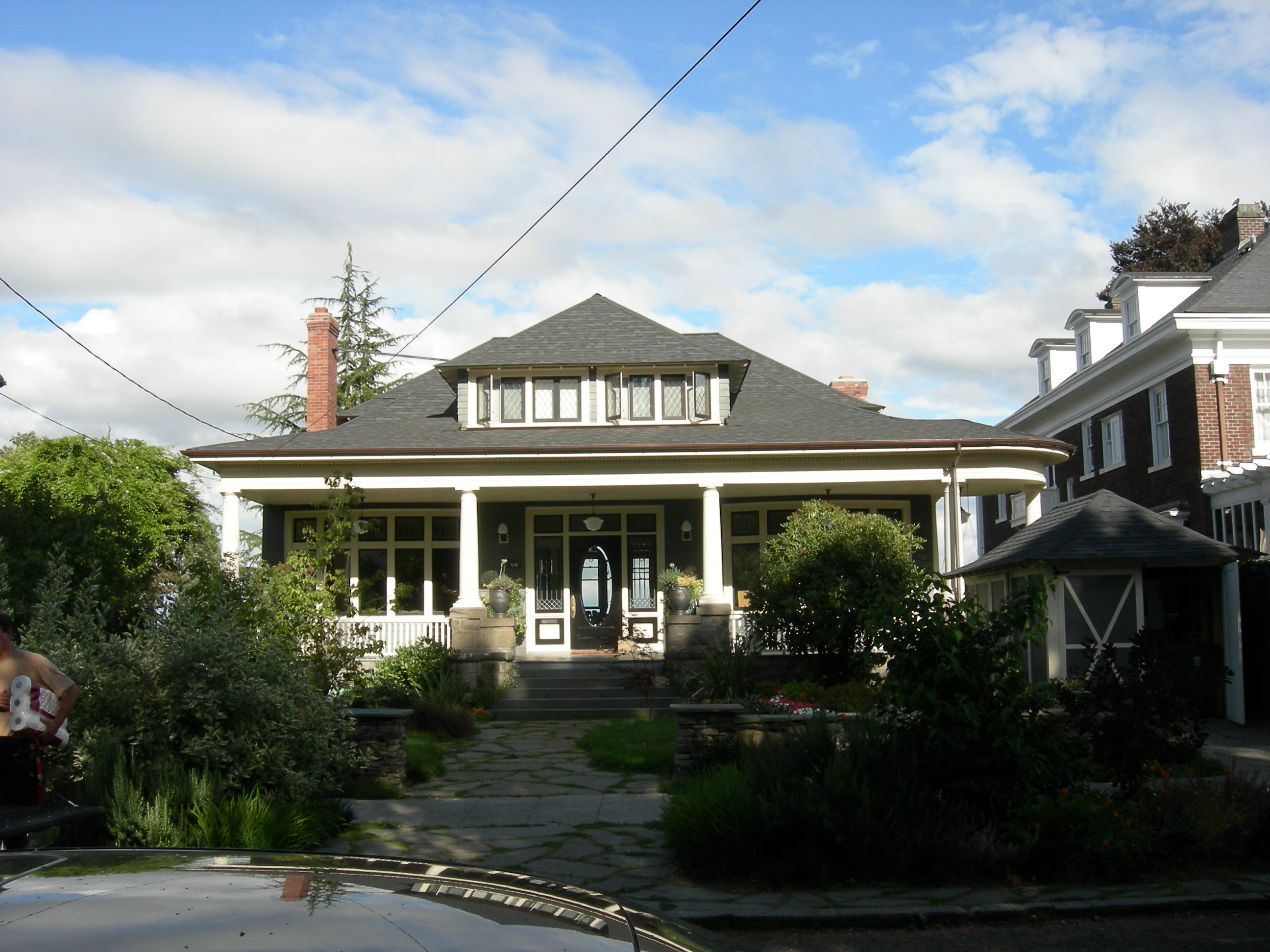
Una altra casa a Madrona

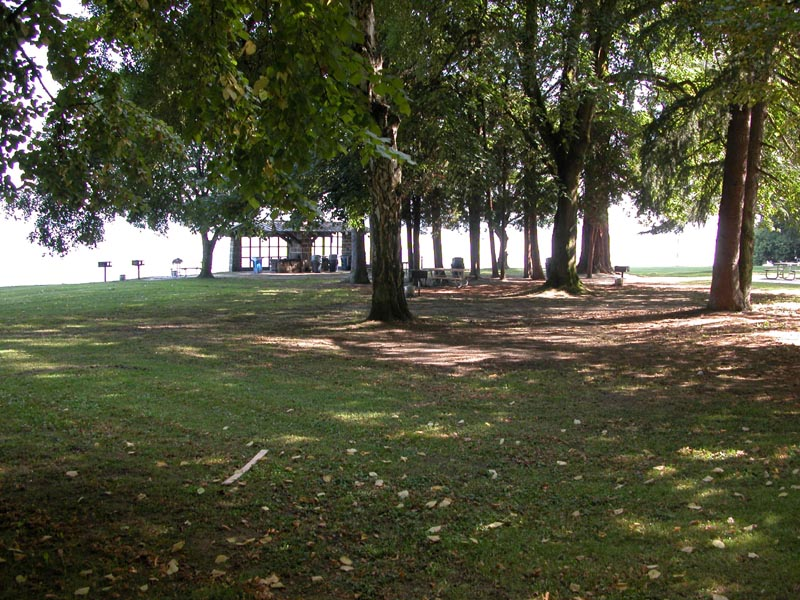
Madrona Park